# (9519) 1978 VK3
(9519) 1978 VK3 là một tiểu hành tinh vành đai chính. Nó được phát hiện bởi Eleanor F. Helin và Schelte J. Bus ở Đài thiên văn Palomar ở Quận San Diego, California, ngày 6 tháng 11 năm 1978.